# Milan Stupar
Milan Stupar (in serbo Милан Ступар?; Žitište, 9 gennaio 1980) è un ex calciatore serbo, di ruolo centrocampista.